# CNET
CNET (stilizat c|net) este un site web tech media american care publică recenzii, știri, articole, blog-uri, și podcast-uri pentru tehnologie și electronică globală. Fondat în 1994 de către Halsey Minor și Shelby Bonnie, a fost brandul emblematic al CNET Networks, iar apoi a devenit brand al CBS Interactive odată cu achiziția CNET Networks în 2008.
Inițial CNET a produs conținut pentru radio și televiziune, adițional website-ului său, iar în prezent utilizează metode de distribuire de tip new media prin intermediul rețelei de televiziune prin Internet, a CNET TV, și a rețelei de podcast-uri și blog-uri.